# Tumi (Unternehmen)

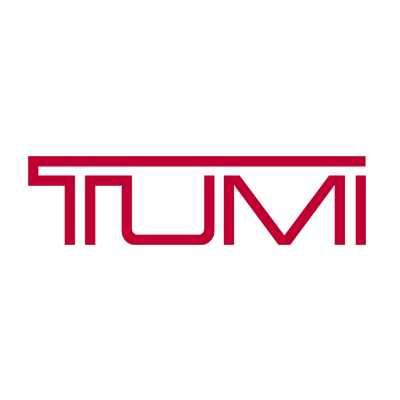
Tumi-Unternehmenslogo

Tumi Inc. ist ein US-amerikanischer Gepäckhersteller aus New Jersey, der über den gehobenen Einzelhandel und weltweit ca. 260 Ladengeschäfte hochpreisige Koffer, Taschen, Gepäck, Accessoires sowie Bekleidung mit einem Fokus auf Geschäftsreisende verkauft und nach einer Unternehmensübernahme seit 2016 zu Samsonite gehört.

## Unternehmensgeschichte

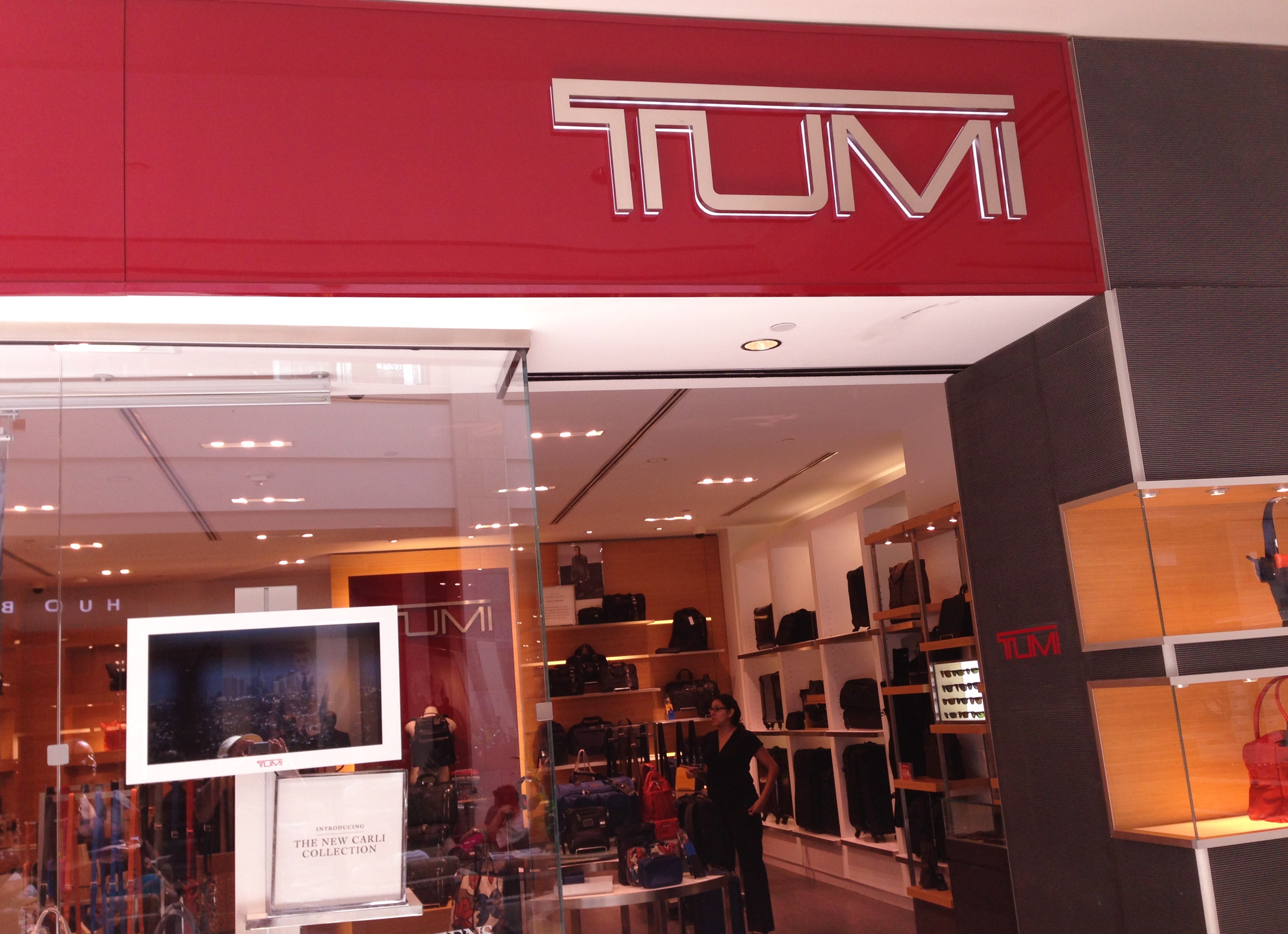
Tumi-Ladengeschäft im Stadtteil Sherman Oaks von Los Angeles

Tumi wurde 1975 von dem US-amerikanischen Unternehmer und ehemaligen Marketing-Manager Charlie Clifford, der zwischen 1967 und 1969 für das amerikanische Friedenscorps in Peru stationiert war, und dessen Geschäftspartner, ein Importeur von Geschenkartikeln, in New Jersey gegründet. Seine Firma benannte Clifford nach dem peruanischen Ritualmesser, Tumi. Er konzentrierte sich zunächst auf den Import von südamerikanischem Ledergepäck. Mit cognacfarbenen Tennistaschen und Reisetaschen aus grobem Leder machte das Unternehmen im ersten Jahr einen Umsatz von 625.000 Dollar.

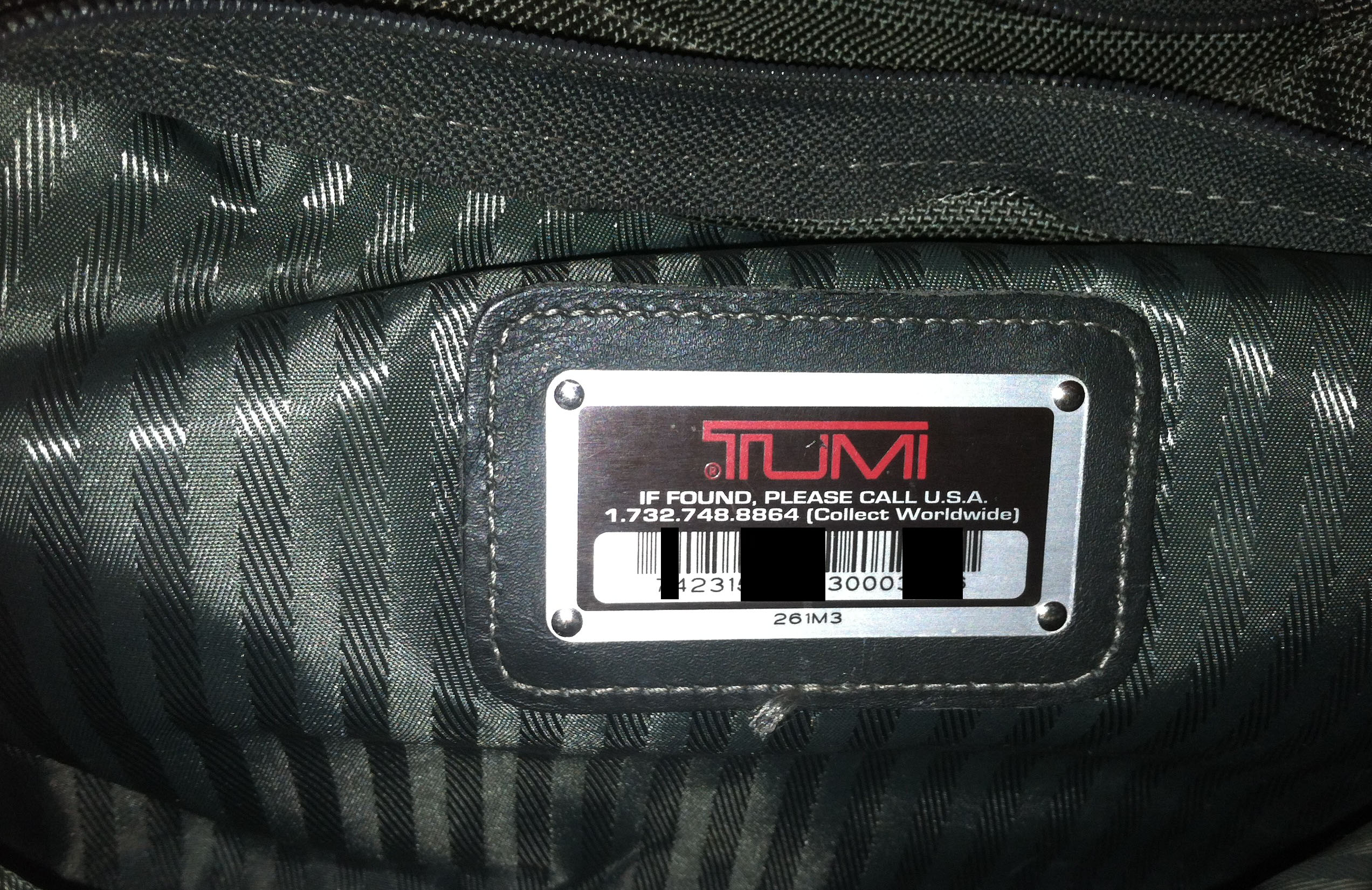
Tumi Tracer Plakette im Inneren eines Gepäckstücks

1983 erweiterte Tumi das Sortiment um Gepäckstücke aus schwarzem, ballistischem Nylon, einem strapzierfähigen Kunststoff, den DuPont ursprünglich als Material für Flakwesten im Zweiten Weltkrieg entwickelt hatte. In Zeiten von stetig zunehmenden Geschäftsreisen per Flugzeug, begünstigt durch den Airline Deregulation Act von 1978, schätzten amerikanische Vielflieger damals das gegenüber Leder weit unempfindlichere Material. Für diese Klientel wurden die Taschen mit zahlreichen Innenfächern und Reißverschlüssen ausgestattet. Ein Kleidersack in Handgepäckgröße wurde zum Verkaufsschlager. 1985 wurde die ursprüngliche Leder-Serie aus Südamerika zugunsten von Kollektionen aus feinerem Nappaleder aufgegeben, das von Zulieferern in Georgia produziert wurde. Im gleichen Jahr zahlte Clifford seinen Partner aus. Das Unternehmen machte zu der Zeit Umsätze in Höhe von fast viereinhalb Millionen Dollar.
1990 begann die Expansion auf den europäischen Markt. Deutschland zählte in den Anfangsjahren als europäischer Hauptabsatzmarkt. 1992 wurde das Sortiment um Aktentaschen und Kleinlederwaren erweitert. Das Unternehmen warb in dieser Zeit mit einer lebenslangen Garantie für seine Produkte. Das erste eigene Tumi-Ladengeschäft öffnete 1997 in Santa Monica seine Türen; 1999 folgte eine Boutique in New York City. Im gleichen Jahr führte Tumi den sogenannten Tumi Tracer ein, einen individuellen, auf dem Gepäckstück angebrachten, 20-stelligen Code, mit dem verlorenes Gepäck dem Eigentümer zugeordnet werden kann. Ebenso 1999 kam die preisgünstigere Zweitlinie T-Tech auf den Markt, die 2014 eingestellt wurde. 2001 wurde das zweite japanische Tumi-Geschäft eröffnet. Nach den Terroranschlägen vom 11. September 2001 und dem damit verbundenen Rückgang der Nachfrage nach Reisegepäck verlegte Tumi die Produktion ins asiatische Ausland.
2002 ging die Webseite tumi.com online. Clifford nahm 2002 die Beteiligungsgesellschaft Oaktree Capital Management an Bord. 2004 erwarb der britische Finanzinvestor Doughty Hanson & Co Tumi für 276 Millionen Dollar, und Clifford zog sich komplett aus dem Unternehmen zurück. Die Tumi-Produktgarantie wurde in der Folge auf fünf Jahre heruntergefahren. 2007 existierten weltweit 50 Tumi-Geschäfte. Anfang 2007 ernannte Tumi den Gründer der Modemarke Nautica, David Chu, zum ersten Kreativdirektor des Unternehmens. Chu verließ Tumi Ende 2008. 2010 wurden in Deutschland zwei Tumi-Outlets eröffnet. Seit 2011 gibt es Tumi-Sonnenbrillen. Doughty Hanson brachte Tumi 2012 an die New Yorker Börse und verkaufte 2016 die letzten Tumi-Anteile. Die Tumi Holdings Inc. hat ihren Sitz in South Plainfield, New Jersey. 2013 ernannte Tumi den Schuhdesigner George Esquivel zum Kreativdirektor. Für Damen und Herren besteht eine begrenzte Bekleidungskollektion, hauptsächlich aus funktionaler Überbekleidung. 2016 übernahm Samsonite Tumi für 1,8 Milliarden Dollar. Ende der 2010er Jahre bestanden weltweit über 260 Tumi-Ladengeschäfte. Im Jahr 2016 war Michael Petry Design-Chef bei Tumi. Seit 2017 ist der langjährige Tumi-Mitarbeiter Victor Sanz Kreativdirektor des Unternehmens. CEO von Tumi waren ab 2002 Laurence Franklin und ab 2009 Jerome Griffith. Seit der Übernahme durch Samsonite liegt die Leitung bei Konzernchef Ramesh Dungarmal Tainwala.